# 新加坡青领协会
新加坡青领协会（英語：Halogen Foundation）是一家新加坡一家“具有公益机构地位（Institute of Public Character，IPC）”的非营利组织，其使命是激励并影响新一代年轻人，引导他们有效地领导自己和他人。

## 起源
新加坡青领协会最初于1997年在澳大利亚成立，当时的英文名称为“Young Leaders Foundation”。其标志性项目是国家青年领袖日（National Young Leaders Day），这是一个始于1997年的年度活动，旨在培养学校学生的领导能力。该协会在澳大利亚五个主要城市设有办事处：悉尼、墨尔本、布里斯班、阿德莱德和珀斯。此外，它在新西兰也设有分部，并根据《1957年慈善信托法》注册成立，覆盖奥克兰、惠灵顿、基督城和达尼丁等城市。在新加坡，青领协会作为公益机构开展运营。

### 国家青年领袖日
国家青年领袖日邀请各界讲者分享经验，旨在激励年轻领袖在学校中采取行动，并将他们在当天学到的领导理念和经验传递给他人。

### 官方认可
新加坡青领协会曾获得各国国家领导人的认可与支持，包括以下：
- 约翰·霍华德（澳大利亚总理）[4]
- 海伦·克拉克（新西兰总理）[5]
- 张志贤（新加坡国防部长）[6]